# Tabanus rupinae
Tabanus rupinae är en tvåvingeart som beskrevs av Austen 1920. Tabanus rupinae ingår i släktet Tabanus och familjen bromsar. Inga underarter finns listade i Catalogue of Life.